# Lucrezia Landriani
Lucrezia Landriani (Milano, 1440 – ...) è stata una nobildonna italiana, amante del Duca di Milano - Galeazzo Maria Sforza - e madre della celebre signora di Imola e Forlì Caterina Sforza.

## Biografia
Lucrezia era la moglie del conte Gian Piero Landriani, cortigiano della corte ducale di Milano e amico fidato di Galeazzo Maria Sforza (1444-1476). Quest'ultimo era figlio di Francesco Sforza, duca di Milano e di Bianca Maria Visconti, duchessa di Milano ed erede della dinastia Visconti. Galeazzo Maria divenne a sua volta duca di Milano dopo la morte del padre avvenuta l'8 marzo del 1466.
Lucrezia nacque a Milano intorno all'anno 1440; non si hanno notizie riguardanti i suoi primi anni di vita e nemmeno sui suoi genitori. Lucrezia divenne amante di Galeazzo Maria Sforza almeno dal 1458 e lo rimase per sedici anni, fino alla morte del Duca.
I figli che Lucrezia ebbe da Galeazzo Maria furono tutti legittimati e adottati dalla moglie del Duca, Bona di Savoia. Vennero introdotti nella corte ducale e furono affidati alle cure dalla nonna paterna Bianca Maria Visconti, la quale li educò all'arte della diplomazia, del governo e all'uso delle armi.
Il 26 dicembre del 1476, Galeazzo Maria Sforza, vittima di una congiura, venne assassinato nella chiesa di Santo Stefano in Milano. Il maggiore dei figli avuti da Bona di Savoia, Gian Galeazzo Sforza, gli succedette come duca della città.
Lucrezia Landriani morì in una data sconosciuta.

## Discendenza
Lucrezia ebbe dal marito Gian Piero due figli:
- Piero Landriani, che divenne in seguito castellano della fortezza di Forlimpopoli;[2]
- Bianca Landriani, che sposò Tommaso Feo, castellano della fortezza di Ravaldino della città di Forlì.[2]

Lucrezia e Galeazzo Maria Sforza ebbero quattro figli:
- Carlo Sforza, conte di Magenta (1458 - 9 maggio 1483), sposò Bianca Simonetta (morta nel 1487) ed ebbero due figlie: Angela Sforza (1479 - 1497), e Ippolita Sforza (1481 - 1520). Quest'ultima sposò Alessandro Bentivoglio, ebbero figli tra i quali la figlia Violante, che divenne moglie del condottiero Giovanni Paolo I Sforza, figlio naturale legittimato di Ludovico il Moro e di Lucrezia Crivelli;
- Caterina Sforza, signora di Imola e contessa di Forlì (circa 1463 - 28 maggio 1509), si sposò tre volte e, in seguito al terzo matrimonio fu madre del famoso condottiero Giovanni dalle Bande Nere;
- Alessandro Sforza, signore di Francavilla (1465 - 1523), sposò Barbara dei Conti Balbiani di Valchiavenna, ebbero una figlia:  Camilla;
- Chiara Sforza (1467 - 1531), sposata con Pietro, conte dal Verme di Sanguinetto e signore di Vigevano; in seconde nozze Fregosino Fregoso, signore di Novi.